# Jussac
Jussac är en kommun i departementet Cantal i regionen Auvergne-Rhône-Alpes i mitten av Frankrike. Kommunen ligger  i kantonen Jussac som ligger i arrondissementet Aurillac. År 2022 hade Jussac 2 040 invånare.

## Befolkningsutveckling
Antalet invånare i kommunen Jussac
Referens:INSEE